# Dinarolacerta montenegrina
Dinarolacerta montenegrina là một loài thằn lằn trong họ Lacertidae. Loài này được Ljubisavljevi, Arribas, Duki & Carranza mô tả khoa học đầu tiên năm 2007.